# 1392
Il 1392 (MCCCXCII in numeri romani) è un anno bisestile del XIV secolo.

## Eventi
- In Francia esplode una feroce guerra di successione a re Carlo di Francia.
- In Corea, a seguito di un colpo di Stato, il generale Yi Seong-gye fondò la dinastia Joseon (1392-1910)

## Nati
- 16 luglio - Giovanna di Savoia, nobile († 1460)
- 3 settembre - Filippo Maria Visconti, duca († 1447)
- 9 dicembre - Pietro d'Aviz, principe († 1449)
- 18 dicembre - Giovanni VIII Paleologo, imperatore bizantino († 1448)
- Flavio Biondo, storico e umanista italiano († 1463)
- Giovanni II di Lussemburgo-Ligny, nobile francese († 1441)
- Johannes Grünwalder, vescovo cattolico tedesco († 1452)
- Marco di Efeso, vescovo ortodosso bizantino († 1444)
- Vlad II Dracul, nobiluomo rumeno († 1447)
- Barbara di Cilli, nobile slovena († 1451)
- Bianca di Lancaster, principessa inglese († 1409)

## Morti
- 2 febbraio - Agnese d'Austria, principessa (n. 1322)
- 15 marzo - Eberardo II di Württemberg, conte tedesco (n. 1315)
- 1º giugno - Andrea Chiaramonte, nobile italiano
- 28 giugno - Vygantas, nobile lituano
- 24 settembre - Jean de Talaru, cardinale e arcivescovo cattolico francese
- 25 settembre - Sergio di Radonež, religioso e santo russo
- 5 ottobre - Yusuf II di Granada, sultano
- 21 ottobre - Pietro Gambacorti, nobile italiano (n. 1319)
- 5 novembre - Pierre de Fétigny, cardinale francese
- 8 novembre - Bertrand Lagier, cardinale e vescovo cattolico francese (n. 1320)
- 22 novembre - Robert de Vere, duca d'Irlanda, nobile inglese (n. 1362)
- 23 dicembre - Isabella di Castiglia, principessa spagnola (n. 1355)
- Stoldo Altoviti, politico italiano
- Davide di Gorodec, principe russo
- Matteo Mandelli
- Manfredo V di Saluzzo, nobile e militare italiano
- Guglielmo Peralta, nobile italiano
- Pietro di Ginevra, nobile
- Sante da Cori, presbitero italiano (n. 1339)
- Leonardo de Zori, nobile e arcivescovo cattolico italiano
- Beatrice di Ginevra, nobile francese (n. 1335)

## Calendario
| Calendario 1392 | Calendario 1392 | Calendario 1392 | Calendario 1392 | Calendario 1392 | Calendario 1392 | Calendario 1392 | Calendario 1392 | Calendario 1392 | Calendario 1392 | Calendario 1392 | Calendario 1392 | Calendario 1392 | Calendario 1392 | Calendario 1392 | Calendario 1392 | Calendario 1392 | Calendario 1392 | Calendario 1392 | Calendario 1392 | Calendario 1392 | Calendario 1392 | Calendario 1392 | Calendario 1392 | Calendario 1392 | Calendario 1392 | Calendario 1392 | Calendario 1392 | Calendario 1392 | Calendario 1392 | Calendario 1392 | Calendario 1392 | Calendario 1392 |
| --------------- | --------------- | --------------- | --------------- | --------------- | --------------- | --------------- | --------------- | --------------- | --------------- | --------------- | --------------- | --------------- | --------------- | --------------- | --------------- | --------------- | --------------- | --------------- | --------------- | --------------- | --------------- | --------------- | --------------- | --------------- | --------------- | --------------- | --------------- | --------------- | --------------- | --------------- | --------------- | --------------- |
|                 | 1               | 2               | 3               | 4               | 5               | 6               | 7               | 8               | 9               | 10              | 11              | 12              | 13              | 14              | 15              | 16              | 17              | 18              | 19              | 20              | 21              | 22              | 23              | 24              | 25              | 26              | 27              | 28              | 29              | 30              | 31              |                 |
| Gennaio         | Lu              | Ma              | Me              | Gi              | Ve              | Sa              | Do              | Lu              | Ma              | Me              | Gi              | Ve              | Sa              | Do              | Lu              | Ma              | Me              | Gi              | Ve              | Sa              | Do              | Lu              | Ma              | Me              | Gi              | Ve              | Sa              | Do              | Lu              | Ma              | Me              |                 |
| Febbraio        | Gi              | Ve              | Sa              | Do              | Lu              | Ma              | Me              | Gi              | Ve              | Sa              | Do              | Lu              | Ma              | Me              | Gi              | Ve              | Sa              | Do              | Lu              | Ma              | Me              | Gi              | Ve              | Sa              | Do              | Lu              | Ma              | Me              | Gi              |                 |                 |                 |
| Marzo           | Ve              | Sa              | Do              | Lu              | Ma              | Me              | Gi              | Ve              | Sa              | Do              | Lu              | Ma              | Me              | Gi              | Ve              | Sa              | Do              | Lu              | Ma              | Me              | Gi              | Ve              | Sa              | Do              | Lu              | Ma              | Me              | Gi              | Ve              | Sa              | Do              |                 |
| Aprile          | Lu              | Ma              | Me              | Gi              | Ve              | Sa              | Do              | Lu              | Ma              | Me              | Gi              | Ve              | Sa              | Do              | Lu              | Ma              | Me              | Gi              | Ve              | Sa              | Do              | Lu              | Ma              | Me              | Gi              | Ve              | Sa              | Do              | Lu              | Ma              |                 |                 |
| Maggio          | Me              | Gi              | Ve              | Sa              | Do              | Lu              | Ma              | Me              | Gi              | Ve              | Sa              | Do              | Lu              | Ma              | Me              | Gi              | Ve              | Sa              | Do              | Lu              | Ma              | Me              | Gi              | Ve              | Sa              | Do              | Lu              | Ma              | Me              | Gi              | Ve              |                 |
| Giugno          | Sa              | Do              | Lu              | Ma              | Me              | Gi              | Ve              | Sa              | Do              | Lu              | Ma              | Me              | Gi              | Ve              | Sa              | Do              | Lu              | Ma              | Me              | Gi              | Ve              | Sa              | Do              | Lu              | Ma              | Me              | Gi              | Ve              | Sa              | Do              |                 |                 |
| Luglio          | Lu              | Ma              | Me              | Gi              | Ve              | Sa              | Do              | Lu              | Ma              | Me              | Gi              | Ve              | Sa              | Do              | Lu              | Ma              | Me              | Gi              | Ve              | Sa              | Do              | Lu              | Ma              | Me              | Gi              | Ve              | Sa              | Do              | Lu              | Ma              | Me              |                 |
| Agosto          | Gi              | Ve              | Sa              | Do              | Lu              | Ma              | Me              | Gi              | Ve              | Sa              | Do              | Lu              | Ma              | Me              | Gi              | Ve              | Sa              | Do              | Lu              | Ma              | Me              | Gi              | Ve              | Sa              | Do              | Lu              | Ma              | Me              | Gi              | Ve              | Sa              |                 |
| Settembre       | Do              | Lu              | Ma              | Me              | Gi              | Ve              | Sa              | Do              | Lu              | Ma              | Me              | Gi              | Ve              | Sa              | Do              | Lu              | Ma              | Me              | Gi              | Ve              | Sa              | Do              | Lu              | Ma              | Me              | Gi              | Ve              | Sa              | Do              | Lu              |                 |                 |
| Ottobre         | Ma              | Me              | Gi              | Ve              | Sa              | Do              | Lu              | Ma              | Me              | Gi              | Ve              | Sa              | Do              | Lu              | Ma              | Me              | Gi              | Ve              | Sa              | Do              | Lu              | Ma              | Me              | Gi              | Ve              | Sa              | Do              | Lu              | Ma              | Me              | Gi              |                 |
| Novembre        | Ve              | Sa              | Do              | Lu              | Ma              | Me              | Gi              | Ve              | Sa              | Do              | Lu              | Ma              | Me              | Gi              | Ve              | Sa              | Do              | Lu              | Ma              | Me              | Gi              | Ve              | Sa              | Do              | Lu              | Ma              | Me              | Gi              | Ve              | Sa              |                 |                 |
| Dicembre        | Do              | Lu              | Ma              | Me              | Gi              | Ve              | Sa              | Do              | Lu              | Ma              | Me              | Gi              | Ve              | Sa              | Do              | Lu              | Ma              | Me              | Gi              | Ve              | Sa              | Do              | Lu              | Ma              | Me              | Gi              | Ve              | Sa              | Do              | Lu              | Ma              |                 |